# جهانگردی (فیلم ۱۹۲۷)
جهانگردی (انگلیسی: Seeing the World) یک فیلم کمدی صامت آمریکایی به کارگردانی رابرت اف. مک‌گاون و آنتونی مَـک است که در سال ۱۹۲۷ منتشر شد.

## بازیگران
- استن لورل
- جیمز فینلیسون
- جو کاب
- جکی کاندون
- جانی دونز
- آلن هاسکینز
- جین دارلینگ
- چارلی هال
- جی آر. اسمیت
- ادوارد هشتم در نقش خودش (تصاویر آرشیوی)
- گاستون دومرگ در نقش خودش (تصاویر آرشیوی)
- یوسف مراکش در نقش خودش (تصاویر آرشیوی)